# سيمون كين
سيمون كين (مواليد 11 يناير 1989) هو ملاكم كندي، مثّل بلاده في الألعاب الأولمبية الصيفية 2012.

## روابط خارجية
سيمون كين على موقع بوكس ريك (الإنجليزية) (registration required)
- سيمون كين على موقع اللجنة الأولمبية الدولية (الإنجليزية)
- سيمون كين على موقع أوليمبيديا (الإنجليزية)
- سيمون كين على موقع اللجنة الأولمبية الكندية (الإنجليزية)